# Escape from L.A.
Escape from L.A. és una pel·lícula de ciència-ficció i acció dels Estats Units del 1996 dirigida per John Carpenter. És protagonitzada per Kurt Russell, Steve Buscemi, Stacy Keach, Bruce Campbell, Peter Fonda i Pam Grier. Es tracta de la seqüela de la pel·lícula Escape from New York (1981), també dirigida per John Carpenter.
Va obtenir nominacions per als Premis Saturn a les categories de millor pel·lícula de ciència-ficció i millor vestuari, i també fou nominada a la pitjor seqüela dels Premis Stinkers.

## Sinopsi
En un 1998 distòpic, un terratrèmol provoca que Los Angeles esdevingui una illa i que el govern, autoritari i autonomenat vitalici, decideixi que sigui un lloc on enviar tots els americans que perden la nacionalitat pels seus actes criminals, com fumar, menjar carn vermella o ser musulmà, entre altres crims.
El 2013, Utopia (A.J. Langer), la filla del president dels Estats Units, roba una arma d'abast global i fuig a Los Angeles per acabar amb el govern del seu propi pare. Snake Plissken (Kurt Russell) és reclutat novament pel president (Cliff Robertson) per recuperar l'arma. Per això té menys de deu hores o el virus que li han introduït al cos el matarà.

## Repartiment
- Kurt Russell: Snake Plissken
- Stacy Keach: Comodoro Malloy
- Peter Fonda: Pipeline
- Steve Buscemi: Eddie
- Pam Grier: Hershe Las Palmas
- Georges Corraface: Corb Jones
- Michelle Forbes: Brazen
- Cliff Robertson: President
- Valeria Golino: Taslima
- Ina Romeo: Prostituta
- Peter Jason: Sergent Duty
- A.J. Langer: Utopia
- Bruce Campbell: Cirurgià general de Beverly Hills
- Robert Carradine: Skinhead
- Breckin Meyer: Surfista
- Leland Orser: Test Tube